# Gamla Grisslehamn

Gamla Grisslehamn, eller Grisslehamn som det hette från början, är en ort på mellersta Väddös östsida och föregångare till den nuvarande orten Grisslehamn. Orten nämns i historiska handlingar första gången 1376 i samband med postgången till Finland via Åland, en verksamhet som hade mycket stor betydelse för Kronan. Posthanteringen var under långa tider en viktig sysselsättning för Grisslehamnsborna.  
1564 reglerades att postfiskarna i Grisslehamn skulle se till att hålla sig med egna båtar. Från 1638 anordnades en regelbunden posttrafik mellan Åland och Gamla Grisslehamn. byn brändes 1719 av ryssarna, men återuppbyggdes strax därefter.

## Grisslehamn brann och flyttades
När en brand ödelade platsen 1754 bestämde Kronan att flytta Grisslehamn till dagens plats på norra delen av Väddö, där ett nytt posthus och militärkasern (nedlagd 1869) uppfördes. Posthuset, som 1756 uppföres efter ritningar av Carl Fredrik Adelcrantz, är det äldsta i sitt slag uppfört endast för postens verksamhet. Det viktigast skälet att flytta byn var att den nya platsen hade en kortare sträcka över Ålands hav till Eckerö på Åland vilket underlättade postroteböndernas överfart något. Det ursprungliga Grisslehamn kom därefter att kallas Gamla Grisslehamn och försjönk efterhand till att blott vara en liten fiskeby. 
Under andra hälften av 1700-talet kom dock mycket av persontrafiken att fortsätta att gå över Gamla Grisslehamn då resande ännu var vana att fara den vägen.
Denna by var huvudplatsen i den svenska långfilmen Vi på Väddö från 1958 med Karl-Arne Holmsten i en av huvudrollerna.